# Femés
Femés is een plaats in de gemeente Yaiza op het Spaanse eiland Lanzarote. Het dorp telt 252 inwoners (2007).
De nederzetting is gelegen in het binnenland en bereikbaar via de LZ-702.
Bezienswaardig is de Iglesia de San Marcial de Rubicón.